# De vlucht van de Capricorn
De vlucht van de Capricorn is een sciencefictionroman geschreven door Ron Goulart. Het is een van de twee boeken, die verschenen waarbij de film Capricorn One van Peter Hyams omgezet werd in een roman. De ander werd geschreven door Ken Follett. De film van Hyams is in te delen als een film over complottheorieën.

## Synopsis
De astronauten Charles Brubaker, Peter Willis en John Walker worden klaargestoomd voor een missie naar Mars. Als zij zich net aan boord bevinden van de Capricorn-raket, worden zij weer uit die raket gehaald en snel met een auto afgevoerd. Zij worden overgebracht naar een leegstaand militair vliegveld alwaar een gehele televisiestudio is ingebouwd. De NASA had onvoldoende vertrouwen dat de missie zou slagen en om een zeperd en intrekking van subsidies te voorkomen, laten ze de Marslanding zien zoals die plaatsgevonden zou kunnen hebben, maar dan nagebootst vanuit de studio. De raket wordt wel echt gelanceerd maar is dus leeg. Voor de gesprekken worden opnamen vanuit de oefentijd gebruikt. Een van de volgers in Houston ziet aan de hand van de geluidsoutput, dat het geluid te schoon is voor een uitzending vanuit de ruimte. Hij schat in dat het geluid hun bereikt vanaf hoogstens 500 km verte. Hij probeert dat te slijten bij zijn meerdere, maar die wimpelt dat weg. Als hij het verhaal opnieuw doet bij een journalist worden beiden nagezeten door de autoriteiten. Inmiddels houdt Houston vast aan de verhaallijn. Op een dag komt de raket terug van een “geslaagde” Marsvlucht, waarbij het de bedoeling is dat de drie astronauten stiekem in de in de oceaan dobberende capsule naar binnen gaan voordat de bergingsschepen arriveren, zodat zij voor het oog van de camera straks naar buiten kunnen komen en als helden worden ingehaald. Echter zodra het lege ruimteschip in de dampkring komt, vergaat het met man en muis, wat voor iedereen natuurlijk te zien is. De drie astronauten op de vliegbasis weten dan ook wat hun toekomst is; ook zij zullen gedood worden om te voorkomen dat het bedrog ooit uitkomt. Ze weten echter te ontsnappen naar de bewoonde wereld. Twee van de drie worden weer gevangengenomen. Alleen Brubaker weet het uiteindelijk te redden. Hij zal met hulp van de journalist in kwestie Caulfield weten te overleven. Als de president een rouwdienst voor de drie astronauten houdt, doemt daar ineens een levende Brubaker op.